# Littorina brevicula
Littorina brevicula (лат.) — вид брюхоногих моллюсков из семейства литторин. Обычно встречается в зоне высоких приливов и в зоне заплеска.

## Внешний вид и строение
Раковина этой литторины крепкая высотой до 18, диаметром до 17 мм. У неё 5—6 оборотов. Окраска серовато-желтая, зеленоватая или оливковая, часто с желтоватыми или зеленоватыми пятнами на спиральных килях. Устье изнутри фиолетовое или лиловое. Скульптура раковины представлена редкими, косыми осевыми линиями роста, их пересекают приподнятые спиральные кили, в промежутках между последними есть тонкие спиральные ребрышки.

## Распространение и места обитания
Встречаются на побережьях от острова Тайвань и Восточно-Китайского моря до залива Петра Великого и южных Курил. Живут на литорали и в сублиторали на глубине до 3 м, в основном на камнях и скалах. Кормятся, соскребая водорослевые обрастания с камней.

## Размножение
Раздельнополый моллюск. Оба пола достигают зрелости при минимальной длине раковины 6,0 мм. Основным периодом нереста у берегов Южной Кореи была зима (декабрь-апрель), а критическая температура морской воды, вызывающая нерест, составляла 12,0°С. В лабораторных условиях от нереста до вылупления личинки велигера прошло 7 дней (11,0-13,0°С). Средние размеры яйцевой капсулы и яйца составили 465 и 135 мкм соответственно, а среднее количество яиц, отложенных самкой, составило 247 (от 101 до 373). Яйца плавают в планктоне. Личинки, которые какое-то время живут в планктоне и затем оседают у берегов.

## Littorina breviculaи человек
Охранный статус вида не оценивался, он безвреден для человека, не являются объектом промысла.